# Gallacoccus anthonyae
Gallacoccus anthonyae är en insektsart som beskrevs av John Wyman Beardsley 1971. 
Gallacoccus anthonyae ingår i släktet Gallacoccus och familjen filtsköldlöss. Artens utbredningsområde är Singapore. Inga underarter finns listade i Catalogue of Life.